# Évelyne Tranlé
Évelyne Tranlé ist eine französische Comic-Coloristin. Sie ist die Schwester des Zeichners Jean-Claude Mézières.
Tranlé debütierte 1968 als Coloristin des Asterix-Bandes Asterix und der Arvernerschild. Es folgte die langjährige Mitarbeit an der Serie Valerian und Veronique. Neben einigen weiteren Serien war sie auch für die Colorierung zahlreicher Einzelalben verantwortlich.

## Werke (Auswahl)
- 1968: Asterix (1 Album)
- 1970–2017: Valerian und Veronique (22 Alben)
- 1972–1980: Leutnant Blueberry (4 Alben)
- 1973–2013: Philémon (13 Alben)
- 1985–1990: Torpedo (7 Alben)
- 1988–1990: Arthur R. (2 Alben)
- 1990–1992: Canal Choc (4 Alben)